# Dune: Part Two (soundtrack)
Dune: Part Two (Original Motion Picture Soundtrack) is de originele soundtrack, gecomponeerd door Hans Zimmer voor de film Dune: Part Two uit 2024 van Denis Villeneuve. Het album werd uitgebracht door WaterTower Music op 23 februari 2024, een week voor de bioscooprelease van de film in de Verenigde Staten.

## Achtergrond
Zimmer keerde terug om de filmmuziek te componeren nadat hij dit voor de vorige film had gedaan. Zimmer had voorafgaand aan de aankondiging van de film meer dan 90 minuten muziek gecomponeerd om Villeneuve inspiratie te geven bij het schrijven. Voorafgaand aan de release van de soundtrack bracht WaterTower Music op 15 februari 2023 twee singles uit: "A Time of Quiet Between the Storms" en "Harvester Attack".

## Tracklijst
| Nr. | Titel                              | Duur |
| --- | ---------------------------------- | ---- |
| 1.  | Beginnings Are Such Delicate Times | 8:56 |
| 2.  | Eclipse                            | 5:13 |
| 3.  | The Sietch                         | 2:34 |
| 4.  | Water of Life                      | 3:06 |
| 5.  | A Time of Quiet Between the Storms | 4:21 |
| 6.  | Harvester Attack                   | 3:40 |
| 7.  | Worm Ride                          | 2:19 |
| 8.  | Ornithopter Attack                 | 2:10 |
| 9.  | Each Man Is a Little War           | 1:21 |
| 10. | Harkonnen Arena                    | 5:22 |
| 11. | Spice                              | 0:37 |
| 12. | Seduction                          | 2:02 |
| 13. | Never Lose Me                      | 1:16 |
| 14. | Travel South                       | 1:10 |
| 15. | Paul Drinks                        | 1:47 |
| 16. | Resurrection                       | 2:16 |
| 17. | Arrival                            | 1:40 |
| 18. | Southern Messiah                   | 5:22 |
| 19. | The Emperor                        | 1:38 |
| 20. | Worm Army                          | 3:33 |
| 21. | Gurney Battle                      | 2:25 |
| 22. | You Fought Well                    | 1:42 |
| 23. | Kiss the Ring                      | 3:12 |
| 24. | Only I Will Remain                 | 6:44 |
| 25. | Lisan al Gaib                      | 6:36 |

## Personeel (selectie)
- Loire Cotler – leadzang
- Pedro Eustache – duduk, houtblazers, solo fluit
- David Fleming – aanvullende muziek
- Juan Garcia-Herreros – elektrische bas, solo contrabas
- Lisa Gerrard – zang
- Guthrie Govan – elektrische gitaar
- Tina Guo – elektrische cello
- Edie Lehmann Boddicker – zang
- London Voices – koor
- Mariko Muranaka – elektrische cello
- Hans Zimmer – synthesizerprogrammering

## Hitnoteringen

### VlaamseUltratop 200 Albums
| Hitnotering: (week 1 t/m 3) 09-03-2024 t/m 23-03-2024 Hitnotering: (week 4 t/m 5) 22-06-2024 t/m 29-06-2024 Hitnotering: (week 6) 14-09-2024 | Hitnotering: (week 1 t/m 3) 09-03-2024 t/m 23-03-2024 Hitnotering: (week 4 t/m 5) 22-06-2024 t/m 29-06-2024 Hitnotering: (week 6) 14-09-2024 | Hitnotering: (week 1 t/m 3) 09-03-2024 t/m 23-03-2024 Hitnotering: (week 4 t/m 5) 22-06-2024 t/m 29-06-2024 Hitnotering: (week 6) 14-09-2024 | Hitnotering: (week 1 t/m 3) 09-03-2024 t/m 23-03-2024 Hitnotering: (week 4 t/m 5) 22-06-2024 t/m 29-06-2024 Hitnotering: (week 6) 14-09-2024 | Hitnotering: (week 1 t/m 3) 09-03-2024 t/m 23-03-2024 Hitnotering: (week 4 t/m 5) 22-06-2024 t/m 29-06-2024 Hitnotering: (week 6) 14-09-2024 | Hitnotering: (week 1 t/m 3) 09-03-2024 t/m 23-03-2024 Hitnotering: (week 4 t/m 5) 22-06-2024 t/m 29-06-2024 Hitnotering: (week 6) 14-09-2024 | Hitnotering: (week 1 t/m 3) 09-03-2024 t/m 23-03-2024 Hitnotering: (week 4 t/m 5) 22-06-2024 t/m 29-06-2024 Hitnotering: (week 6) 14-09-2024 | Hitnotering: (week 1 t/m 3) 09-03-2024 t/m 23-03-2024 Hitnotering: (week 4 t/m 5) 22-06-2024 t/m 29-06-2024 Hitnotering: (week 6) 14-09-2024 | Hitnotering: (week 1 t/m 3) 09-03-2024 t/m 23-03-2024 Hitnotering: (week 4 t/m 5) 22-06-2024 t/m 29-06-2024 Hitnotering: (week 6) 14-09-2024 | Hitnotering: (week 1 t/m 3) 09-03-2024 t/m 23-03-2024 Hitnotering: (week 4 t/m 5) 22-06-2024 t/m 29-06-2024 Hitnotering: (week 6) 14-09-2024 | Hitnotering: (week 1 t/m 3) 09-03-2024 t/m 23-03-2024 Hitnotering: (week 4 t/m 5) 22-06-2024 t/m 29-06-2024 Hitnotering: (week 6) 14-09-2024 |
| Week: | 1 | 2 | 3 | | 4 | 5 | | 6 | | |
| --- | --- | --- | --- | --- | --- | --- | --- | --- | --- | --- |
| Positie: | 153 | 114 | 155 | uit | 26 | 163 | uit | 106 | uit | |

### NPO Klassiek Filmmuziek Top 200
| Dune: Part Two in de NPO Klassiek Filmmuziek Top 200 | Dune: Part Two in de NPO Klassiek Filmmuziek Top 200 |
| Jaar                                                 | 2025                                                 |
| ---------------------------------------------------- | ---------------------------------------------------- |
| Positie                                              | 85                                                   |

## Prijzen en nominaties
De belangrijkste:
| Jaar | Prijs                 | Categorie                              | Genomineerde(n) | Uitslag     |
| ---- | --------------------- | -------------------------------------- | --------------- | ----------- |
| 2025 | Golden Globe Awards   | Beste filmmuziek                       | Hans Zimmer     | Genomineerd |
| 2025 | Satellite Awards      | Beste soundtrack                       | Hans Zimmer     | Genomineerd |
| 2025 | Grammy Awards         | Best Score Soundtrack for Visual Media | Hans Zimmer     | Gewonnen    |
| 2025 | Critics Choice Awards | Beste filmmuziek                       | Hans Zimmer     | Genomineerd |